# Гріголеті
Гріголеті (груз. გრიგოლეთი) — село в Грузії.
За даними перепису населення 2014 року в селі проживає 286 осіб.